# Kyra (Cipro)
Kyra (in greco Κυρά?; in turco Mevlevi) è un villaggio di Cipro situato 6 km a est di Morfou.  De iure si trova nel distretto di Nicosia della repubblica di Cipro, de facto, in quello di Güzelyurt della repubblica di Cipro del Nord. Sino al 1974, il villaggio era abitato esclusivamente da greco-ciprioti. 
Nel 2011 Kyra aveva 386 abitanti.

## Geografia fisica
Il villaggio si trova a otto chilometri a est della città di Morfou/Güzelyurt nella regione meridionale della pianura di Morfou.

## Origini del nome
Kyra è la parola greco-cipriota per Panagia (Vergine Maria). Goodwin sostiene che può anche essere usata per significare "padrona di casa". Nel 1975, i turco-ciprioti cambiarono il nome in Mevlevi da una setta islamica che si suppone sia la vera proprietaria del villaggio.

## Monumenti e luoghi d'interesse

### Architetture religiose
Nel villaggio c'è una chiesa dedicata alla Panaghia, la quale viene usata dall'esercito turco come deposito.

## Società

### Evoluzione demografica
Fino al 1974, il villaggio era abitato esclusivamente da greco-ciprioti. Nel censimento ottomano del 1831, i cristiani (greco-ciprioti) costituivano gli unici abitanti del villaggio. Durante il periodo britannico la popolazione greco-cipriota del villaggio aumentò significativamente, da 196 abitanti nel 1891 a 580 nel 1960.
Nell'agosto 1974, tutti i greco-ciprioti del villaggio fuggirono dall'esercito turco che avanzava. Attualmente, come il resto dei greco-ciprioti sfollati, i greco-ciprioti di Kyra sono sparsi nel sud dell'isola, soprattutto nelle città. Il numero dei greco-ciprioti di Kyra sfollati nel 1974 era di circa 800 (il villaggio aveva 782 abitanti nel 1973).
Attualmente il villaggio è abitato principalmente da turco-ciprioti sfollati da Asprogia/Aktepe e Faleia/Göçebel, villaggi nel distretto di Paphos, e Kantou/Çanakkale, un villaggio nel distretto di Limassol. Ci sono anche alcune famiglie dalla Turchia che si sono stabilite nel villaggio nel 1975-77. La maggior parte di queste provengono dalle province e dai distretti di Ereğli, Silifke, Mersin, Konya, Denizli della Turchia.